# Stigmella gossypii
Stigmella gossypii là một loài bướm đêm thuộc họ Nepticulidae. Loài này có ở Puerto Rico và Florida.
Sải cánh dài 3-3.2 mm. Mines can be được tìm thấy ở tháng 3 và đầu tháng 4, con trưởng thành bays 10 days later. Có thể có một lứa một năm.
Ấu trùng ăn Gossypium barbadense.Chúng ăn lá nơi chúng làm tổ. 